# Бутримов, Иван Александрович
Иван Александрович Бутримов (7 марта 1782 — 31 января 1851, Санкт-Петербург) — русский шахматист, член петербургского общества любителей шахматной игры. Действительный статский советник.

## Биография
Родился 7 марта 1782 года.
В октябре 1800 года начал службу; 21 марта 1837 года был произведён в чин действительного статского советника (в это время он состоял за обер-прокурорским столом в 1-м департаменте сената).
И. А. Бутримов — автор первой на русском языке книге «О шахматной игре» (СПб., 1821) с посвящением сенатору Д. О. Баранову. Книга содержала правила игры, характеристику её достоинств, партии Ф. А. Филидора, окончания Ф. Стаммы и других шахматистов, а также методические советы (сочетать изучения теории с практикой, играть с сильными соперниками).
Книга Бутримова — это своеобразный памятник русской шахматной терминологии начала XIX века:

Царь, или Король, самая большая шашка; Ферзь или Королева, по царе первая; два Слона, величиною менее ферзи; два Коня, видом соответствующие своему названию; две Ладьи, называемые также и Башнями и имеющие особенный вид...
Пешки получают прозвание тех Офицеров, перед которыми они поставлены были в начале игры...
Рокировкою называется переход Царя за Ладью...
Был женат (с 1812) на Вере Осиповне Барановой (?—1853), сестре действительного тайного советника и сенатора Дмитрия Осиповича Баранова (1773—1834). Их дочь Зинаида (14.01.1814 — 28.01.1886) с 25 января 1833 года была замужем за графом Фёдором Егоровичем (Ларион-Мориц-Фридрих) фон Менгденом (1804—1887) и стала матерью будущего генерал-лейтенанта русской императорской армии Георгия Фёдоровича Менгдена.
Умер в Санкт-Петербурге 31 января 1851 года.